# Domantas Sabonis
Domantas Sabonis (* 3. Mai 1996 in Portland, Oregon) ist ein litauischer Basketballspieler, der bei den Sacramento Kings in der NBA unter Vertrag steht. Er spielte für die Gonzaga University in der amerikanischen Collegeliga NCAA. Sabonis ist 211 cm groß und wird meist auf der Position des Centers eingesetzt. Er ist der Sohn von Arvydas Sabonis, der als bester litauischer Basketballspieler der Geschichte gilt und Mitglied der Naismith Memorial Basketball Hall of Fame ist.

## Karriere
Domantas Sabonis wurde in Portland in den USA geboren, als sein Vater Arvydas für die Portland Trail Blazers in der National Basketball Association spielte. Nach dem Karriereende des Vaters siedelte die Familie nach Spanien um, wo Domantas Sabonis für verschiedene Jugendmannschaften des CB Málaga spielte. 2012/13 war er in der LEB Plata für CB Axarquía aktiv und stieg mit diesem Verein, der eine Kooperation mit Málaga unterhält, in die LEB Oro, die zweithöchste Spielklasse Spaniens, auf. Obwohl er damals erst 16 Jahre alt war, gab Sabonis am 5. September 2012 sein Debüt in der ersten Mannschaft von CB Málaga in einem Testspiel gegen KK Cibona Zagreb, letztendlich jedoch ohne in den Saisonkader aufgenommen zu werden. Mit Beginn der Saison 2013/14 kam er dann als jüngster Spieler in der Vereinsgeschichte Málagas in einem Spiel der Liga ACB zum Einsatz.
Im Sommer 2014 verkündete Sabonis, dass er in Zukunft College-Basketball an der Gonzaga University spielen werde. Er spielte in seinem ersten Collegejahr eine wichtige Rolle von der Bank aus in Spiel kommend und war einer der besten Freshmen der WCC-Conference. Er erzielte dabei 9,7 Punkte und 7,1 Rebounds im Schnitt. Nach einer starken Sophomore-Saison mit 17,6 Punkten und 11,8 Rebounds im Schnitt entschloss sich Sabonis, Gonzaga zu verlassen und sich zur NBA-Draft anzumelden.
Beim NBA-Draftverfahren 2016 wurde Sabonis an elfter Stelle von den Orlando Magic ausgewählt und im Anschluss darauf mit Victor Oladipo und Ersan Ilyasova für Serge Ibaka zu den Oklahoma City Thunder transferiert. Sein Debüt in der NBA gab Sabonis am 26. Oktober 2016 im Spiel gegen die Philadelphia 76ers, in dem er fünf Punkte in 16 Minuten zum Sieg beisteuerte. Am Ende der Saison lagen Sabonis' Mittelwerte bei 5,9 Punkten und 3,6 Rebounds je Begegnung.
Er wurde nach nur einem Jahr zusammen mit Oladipo im Tausch gegen Paul George von den Thunder zu den Indiana Pacers transferiert. Bei den Pacers entwickelte sich Sabonis zu einer wichtigen Stütze der jungen Mannschaft. 2020 wurde Sabonis als zweiter Litauer nach Žydrūnas Ilgauskas (2003 & 2005) zum NBA All-Star Game eingeladen. Im Spieljahr 2020/21 erreichte der Litauer mit 20,3 Punkten je Begegnung seinen bislang besten Punkteschnitt in der NBA.
Im Februar 2022 gab ihn Indiana im Rahmen eines Tauschgeschäfts an die Sacramento Kings ab.
In der Saison 2022–23 erreichte Sabonis mit Sacramento als Dritter der Western Conference die Play-offs, nachdem das Franchise zuvor 16 mal in Folge die Play-offs verpasst hatte (bis zu diesem Zeitpunkt NBA-Negativrekord). Mit 19,1 Punkten, 12,3 Rebounds und 7,3 Assists pro Spiel gehörte Sabonis zu den besten Center-Spielern der Regular Season. Er erreichte in der Saison zudem 14-mal ein Triple-Double und wurde hierbei nur von Nikola Jokic übertroffen.
Am 25. März 2024 erreichte Sabonis beim 108:96-Sieg gegen Philadelphia als bisher fünfter Spieler (neben Nikola Jokic, Russell Westbrook, Wilt Chamberlain und Oscar Robertson) eine Marke von 25 Triple-Doubles in einer Saison. Die Saison 2023–24 schloss er als Liga-Spitzenreiter in den Kategorien Rebounds (13,7), Double-Doubles (77) und Triple-Doubles (26) ab.

### Nationalmannschaft
Domantas Sabonis trat mit Litauen bei der U16-Europameisterschaft 2012 an, bei der er durchschnittlich 14,1 Punkte, 14,4 Rebounds und 2,4 Assists pro Partie erzielte. Am 27. Juli 2012 erreichte er den Höchstwert an Rebounds (27 in einem Match). 2013 nahm Sabonis an der U18-Europameisterschaft teil.
Bei der Basketball-Europameisterschaft 2015 erreichte er mit der Herrennationalmannschaft von Litauen das Endspiel, in dem man jedoch Spanien mit 63:80 unterlag.

## Auszeichnungen
- NBA All-Star: 2020, 2021, 2023
- NBA All-Star Weekend Skills Challenge Champion: 2021
- Litauens Spieler des Jahres: 2018, 2019

## Titel
- Zweiter der Europameisterschaft: 2015

## Karriere-Statistiken

### NBA

#### Hauptrunde
| Saison  | Team               | GP  | GS  | MPG  | FG % | 3P % | FT % | RPG  | APG | SPG | BPG | PPG  |
| ------- | ------------------ | --- | --- | ---- | ---- | ---- | ---- | ---- | --- | --- | --- | ---- |
| 2016–17 | Oklahoma City      | 81' | 66  | 20.1 | .399 | .321 | .657 | 3.6  | 1.0 | 0.5 | 0.4 | 5.9  |
| 2017–18 | Indiana            | 74  | 19  | 24.5 | .514 | .351 | .750 | 7.7  | 2.0 | 0.5 | 0.4 | 11.6 |
| 2018–19 | Indiana            | 74  | 5   | 24.8 | .590 | .529 | .715 | 9.3  | 2.9 | 0.6 | 0.4 | 14.1 |
| 2019–20 | Indiana            | 62  | 62  | 34.8 | .540 | .254 | .723 | 12.4 | 5.0 | 0.8 | 0.5 | 18.5 |
| 2020–21 | Indiana            | 62  | 62  | 36.0 | .535 | .321 | .732 | 12.0 | 6.7 | 1.2 | 0.5 | 20.3 |
| 2021–22 | Indiana/Sacramento | 62  | 61  | 34.4 | .573 | .312 | .741 | 12.1 | 5.2 | 1.0 | 0.4 | 18.0 |
| 2022–23 | Sacramento         | 79  | 79  | 34.6 | .615 | .373 | .742 | 12.3 | 7.3 | 0.8 | 0.5 | 19.1 |
| 2023–24 | Sacramento         | 82  | 82  | 35.7 | .594 | .379 | .704 | 13.7 | 8.2 | 0.9 | 0.6 | 19.4 |
| Gesamt  | Gesamt             | 576 | 436 | 30.3 | .556 | .332 | .726 | 10.3 | 4.8 | 0.8 | 0.5 | 15.7 |

#### Play-offs
| Saison  | Team          | GP | GS | MPG  | FG % | 3P % | FT %  | RPG  | APG | SPG | BPG | PPG  |
| ------- | ------------- | -- | -- | ---- | ---- | ---- | ----- | ---- | --- | --- | --- | ---- |
| 2016–17 | Oklahoma City | 2  | 0  | 3.0  | .000 | .000 | 1.000 | 1.0  | 0.0 | 0.5 | 0.5 | 2.0  |
| 2017–18 | Indiana       | 7  | 0  | 23.7 | .581 | .143 | .778  | 4.6  | 0.7 | 0.1 | 0.3 | 12.4 |
| 2018–19 | Indiana       | 4  | 0  | 24.0 | .414 | .250 | .643  | 7.3  | 4.0 | 0.8 | 0.3 | 8.5  |
| 2022–23 | Sacramento    | 7  | 7  | 34.7 | .495 | .200 | .571  | 11.0 | 4.7 | 1.4 | 0.9 | 16.4 |
| Gesamt  | Gesamt        | 20 | 7  | 25.8 | .503 | .176 | .672  | 7.0  | 2.7 | 0.8 | 0.5 | 12.0 |